# Kaja Grobelna
Kaja Grobelna, född 4 januari 1995 i Radom i Polen, är en belgisk volleybollspelare (högerspiker).
Grobelna, som emigrade med sina föräldrar till Belgien, började spela volleyboll som ungdom med VC Kapellen och Fixit Volley Kalmthout. Som 17-åring debuterade hon i Liga A (högsta serien) med Asterix Kieldrecht, med vilken hon blev belgisk mästare 2014 och 2015. Hon vann även den belgiska volleybollcupen två gånger med Kieldrecht och utsågs till årets spelare två gånger.
Den 17 juni 2015 tillkännagavs att Grobelna skulle flytta till Allianz MTV Stuttgart, tvåa i Volleyball-Bundesliga i Tyskland. Hon spelade med dem en säsong innan hon gick över till Budowlani Łódź i Polen med vilka hon stannade två säsongen. Därefter bar det av till Italien och UYBA Volley som hon stannade med ett år innan hon till säsogen 2019/2020 gick över till Chieri '76 Volleyball, som hon spelat med sedan dess. Med Chieri vann hon WEVZA Cup 2022, CEV Challenge Cup 2022–2023 och CEV Cup 2023–2024.
Grobelna blev belgisk medborgare 2013 och har spelade med dess damlandslag sedan dess. Med dem tog kom hon femma vid Europeiska spelen 2015. Hon har en bror Igor Grobelny som även han spelar volleyboll på elitnivå